# Carlo Amoretti
Carlo Amoretti (Oneglia, 16 marzo 1741 – Milano, 24 marzo 1816) è stato un naturalista, agronomo, traduttore, bibliotecario e poligrafo italiano.

## Biografia
Appartenente ad una benestante famiglia di mercanti con tradizioni militari, il padre Bernardo faceva parte della milizia urbana e la madre Vittoria Aicardi era figlia di uno stimato giureconsulto di Testico. Carlo era cugino di Maria Pellegrina Amoretti, nota per essere la terza donna in Italia a conseguire la laurea.
Studiò presso gli Scolopi di Oneglia (attuale Imperia), nel 1756, all'età di quattordici anni entrò nell'ordine agostiniano. L'anno successivo si recò a Pavia per completare i suoi studi, rivolti soprattutto verso la fisica, le lettere moderne e la teologia. Negli agostiniani entrò in contatto con il confratello Alberto Fortis, da questa amicizia nacque probabilmente la sua passione per le scienze naturali.
Nel 1761 andò per la prima volta a Milano, dove si trattenne per un anno, e l'anno successivo a Parma presso il convento degli eremitani. A Parma perfezionò la conoscenza delle lingue antiche (latino, greco, ebraico) e moderne (francese, inglese, tedesco, spagnolo), in questo periodo tradusse in italiano la satira di Jonathan Swift Tale of a Tub compendiandola in latino. Tradusse prima di Melchiorre Cesarotti alcune opere di Ossian che non pubblicò.
A Parma frequentò e fu in ottimi rapporti con numerosi intellettuali dell'ambiente religioso e non, tra i quali Paolo Maria Paciaudi, Barnaba Chiaramonti (che divenne poi Papa Pio VII), Adeodato Turchi, lo scrittore e filologo Antonio Cerati, il matematico Francesco Venini e il filosofo e letterato Francesco Soave.
Nel 1769, in conseguenza dell'abolizione del convento degli agostiniani nel Ducato di Parma, Amoretti divenne prete secolare. Lo stesso anno ottenne la cattedra di Giurisprudenza ecclesiastica all'Università degli Studi di Parma.
A Parma Amoretti divenne sostenitore dei progetti riformistici di Guillaume du Tillot, primo ministro dal 1749 al 1771. Le riforme del Tillot vennero interrotte dall'ascesa al titolo di Duca di Ferdinando I e, alla sua caduta, Amoretti perse la cattedra. Ritornò dapprima nella città natale e alla fine del 1772 a Milano. Qui venne presentato al marchese Ferdinando Cusani divenendo il precettore del figlio, risiedette presso la famiglia Cusani fino alla morte.
Iniziò un'intensa attività di traduttore e scrittore di guide turistiche. Dal 1775, in collaborazione con Giovanni Francesco Fromond, e i padri somaschi Francesco Soave e Carlo Giuseppe Campi, cominciò a pubblicare la rivista divulgativa Scelta di opuscoli interessanti sulle scienze e sulle arti. La pubblicazione di questo periodico mensile proseguì per tre anni, dal 1778 proseguirono i soli Amoretti e Soave con la pubblicazione de Opuscoli scelti sulle scienze, e sulle arti, infine Amoretti curò da solo altri due volumi dal titolo Nuova scelta d'opuscoli.
Nel 1780 divenne segretario della Società Patriotica d'Agricoltura e d'Arti, fondata a Milano da Maria Teresa d'Austria, carica che mantenne fino al dissolvimento della società nel 1796.
Il 20 novembre 1783 divenne socio dell'Accademia delle scienze di Torino.
Nel 1797 divenne bibliotecario dell'Ambrosiana e raggiunse fra l'altro una particolare competenza nel campo delle scienze agrarie ed economiche, cui dedicò numerosi scritti. Nel 1797 scoprì all'Ambrosiana il manoscritto italiano, che si credeva perduto, di Antonio Pigafetta sul viaggio di Ferdinando Magellano che pubblicò nel 1800 in un'edizione arricchita di note e illustrazioni. A lui si deve anche il rinvenimento, sempre tra i codici della Biblioteca Ambrosiana, di una descrizione del 1588 della navigazione attraverso il passaggio a nord-ovest attribuita allo spagnolo Lorenzo Ferrer Maldonado che tradusse e pubblicò arricchita di note nel 1811. Questa pubblicazione sollevò delle contestazioni da parte di alcuni studiosi che negarono che Maldonado avesse mai navigato in quelle acque, Amoretti replicò con la pubblicazione di Appendice al viaggio di Maldonado del 1813.
Come traduttore sono da menzionare una edizione italiana della Geschichte der Kunst des Altertums di Johann Joachim Winckelmann col titolo Storia delle arti del disegno presso gli antichi del 1779, nel 1794 tradusse gli Elementi di agricoltura dell'agronomo Ludwig Mitterpacher, nel 1804, avendo avuto accesso alle meticolose trascrizioni leonardesche di Baldassarre Oltrocchi pubblicò una edizione del Trattato della pittura di Leonardo da Vinci, preceduta da importanti Memorie storiche su la vita, gli studi e le opere di Leonardo da Vinci.
Nel 1808 fu consigliere delle miniere del Regno Italico.
Numerosi furono anche i suoi viaggi, sia al seguito del marchese Cusani o su incarico della Società Patriotica sia per proprio conto, tra le mete la Lombardia, Liguria, Veneto, Friuli, Lazio, Campania, Austria, Ticino e Francia, di questi viaggi rimangono dei dettagliati diari inediti custoditi presso l'Istituto Lombardo Accademia di Scienze e Lettere.
Fra gli studi scientifici occorre ricordare Della raddomanzia ossia elettrometria animale, ricerche fisiche e storiche (1808), Elementi di elettrometria animale (1816), e il Viaggio da Milano ai tre laghi Maggiore, di Lugano e di Como e ne' monti che li circondano (prima edizione del 1794).

## Opere

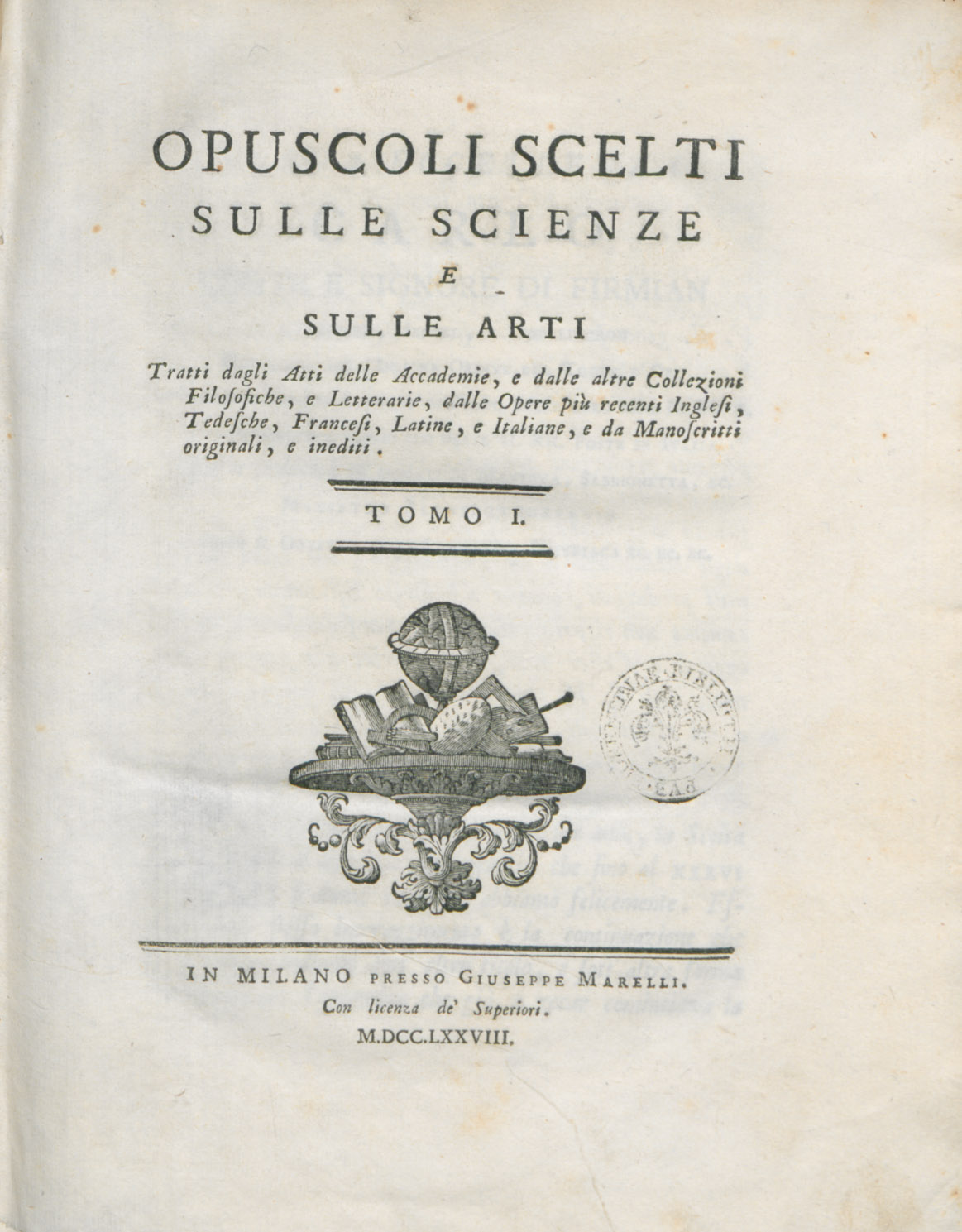
Opuscoli scelti sulle scienze e sulle arti, 1778

- Opuscoli scelti sulle scienze e sulle arti, vol. 1, Milano, Giuseppe Marelli, 1778.
  -  Opuscoli scelti sulle scienze e sulle arti, vol. 2, Milano, Giuseppe Marelli, 1779.
  -  Opuscoli scelti sulle scienze e sulle arti, vol. 3, Milano, Giuseppe Marelli, 1780.
  -  Opuscoli scelti sulle scienze e sulle arti, vol. 4, Milano, Giuseppe Marelli, 1781.
  -  Opuscoli scelti sulle scienze e sulle arti, vol. 6, Milano, Giuseppe Marelli, 1783.
- Istruzione pratica per la coltivazione de' terreni incolti. Tradotta dal francese, Milano:nell'Imperial Monistero di S. Ambrogio Magg., 1780
- Educazione delle api per la Lombardia - In Milano : da Giuseppe Galeazzi regio stampatore, 1788
- Viaggio da Milano ai tre laghi Maggiore, di Lugano e di Como. Milano: presso Giuseppe Galeazzi, 1794
- Antonio Pigafetta, Primo viaggio intorno al globo terracqueo ossia Ragguaglio della nauigazione alle Indie orientali per la via d'occidente fatta dal caualiere Antonio Pigafetta ... sulla squadra del capit. Magaglianes negli anni 1519-1522. Ora pubblicato per la prima volta , tratto da un codice ms. della Biblioteca Ambrosiana di Milano e corredato di note da Carlo Amoretti; contiene anche: Raccolta di vocaboli fatta dal caualiere Antonio Pigafetta ne' paesi, ove durante la navigazione fece qualche dimora. Con un Transunto del Trattato di nauigazione dello stesso autore, In Milano: nella stamperia di Giuseppe Galeazzi, 1800
- Viaggio da Milano ai tre laghi Maggiore, di Lugano e di Como, e ne' monti che li circondano, Milano:tip. G. Galeazzi, 1801
- Della coltivazione delle patate e loro uso. Istruzione di Carlo Amoretti ..., Roma, 1802
- Nuova scelta di opuscoli interessanti sulle scienze e sulle arti tratti dagli atti delle Accademie, e dalle altre collezioni filosofiche e letterarie, dalle opere più recenti inglesi, Tedesche, francesi, Latine, e Italiane, e da' manoscritti originali, e inediti da Carlo Amoretti, Milano:presso Giacomo Agnelli successore Marelli librajo-stampatore in S. Margherita, 1804
- Nuova scelta di opuscoli interessanti sulle scienze e sulle arti tratti dagli atti delle Accademie, e dalle altre collezioni filosofiche e letterarie, dalle opere più recenti Inglesi, Tedesche, Francesi, Latine, e Italiane, e da' manoscritti originali, e inediti da Carlo Amoretti, Milano:presso Giacomo Agnelli successore Marelli librajo-stampatore in S. Margherita, 1804
- Lettera su alcuni scheletri di grissi animali trovati da pochi anni in un colle piacentino : scritta da Carlo Amoretti a monsignor Giacinto Della Torre arcivescovo, Milano, 1804
- Memorie storiche su la vita gli studi e le opere di Lionardo da Vinci scritte da Carlo Amoretti , Milano:dalla Tipografia di Giusti, Ferrario e C., 1804
- Viaggio da Milano ai tre laghi Maggiore, di Lugano e di Como e ne' monti che li circondano, Milano : dalla Tipografia Scorza e Compagno, 1806
- Delle torbiere esistenti nel dipartimento d'Olona e limitrofi, e de' loro vantaggi, ed usi. Ragionamento di Carlo Amoretti. Tratt. dal vol. 1. part. 2. delle Memorie dell'Istituto Nazionale Italiano, Milano:presso Camillo Scorza, e compagno stampatori-libraj nella Contrada della Cerva al n. 340, 1807
- Elogio letterario del signor Alberto Fortis membro della società italiana delle scienze, ... Scritto dal signor Cav. Carlo Amoretti. Inserito nel tomo 14. della societa italiana delle scienze, Verona:dalla tipografia di Giovanni Gambaretti, 1809
- Della torba e della lignite combustibili che possono sostituirsi alle legne nel Regno d'Italia. Istruzioni di Carlo Amoretti ..., Milano:presso Giovanni Pirotta stampatore in Santa Margherita, 1810
- Della torba e della lignite, combustibili che possono sostituirsi alle legne nel regno d'Italia, Milano:presso G. Pirotta, 1810
- Coltivazioni delle api pel regno d'Italia, Alvisopoli: N. e G. Bettoni, 1811
- Della ricerca del carbon fossile, suoi vantaggi e suo uso nel Regno d'Italia. Istruzione del cav. Carlo Amoretti .., Milano:da Gio. Bernardoni, 1811
- Della raddomanzia ossia elettrometria animale ricerche fisiche e storiche di Carlo Amoretti ..., Milano:presso Giuseppe Marelli stampatore-librajo sulla corsia del Broletto, 1812
- Appendice al viaggio di Ferrer Maldonado. Lettera apologetica di C.A. al Sig. B. di L., Milano : Tipografia Pirotta, Maggio 1813
- Della coltivazione delle patate e loro uso istruzione dell'ab Carlo Amoretti bibliotecario dell'Ambrosiana col discorso sul medesimo oggetto del conte Vincenzio Dandolo e giudizio sul merito dei due opuscoli.. - Seconda edizione fiorentina, Firenze:presso Leonardo Ciardetti all'insegna della fenice, 1817
- Della coltivazione delle patate e loro uso. Istruzione del sig. Carlo Amoretti ... col discorso sul medesimo oggetto del sig. Vincenzo Dandolo e col giudizio sulle due opere dell'I. e R. Accad. de' Georgofili, Firenze:presso Leonardo Ciardetti all'Insegna della fenice, 1817
- Viaggio da Milano ai tre laghi Maggiore, di Lugano e di Como e ne' monti che li circondano di Carlo Amoretti - Quinta edizione corretta ed accresciuta, Milano:per Giovanni Silvestri, 1817
- Viaggio da Milano a Nizza di Carlo Amoretti ed altro da Berlino a Nizza e ritorno da Nizza a Berlino di Giangiorgio Sulzer fatto negli anni 1775 e 1776, Milano:per Giovanni Silvestri, 1819
- Del governo dei bachi da seta detti volgarmente bigatti : istruzione tratta dal libro intitolato Dell'arte di governare i bachi da seta ... / da Carlo Amoretti - 4. ed., Milano:presso Sonzogno, 1824
- Viaggio da Milano ai tre laghi Maggiore, di Lugano e di Como e ne' monti che li circondano di Carlo Amoretti - Sesta edizione corretta e corredata di antichi monumenti e della vita dell'autore dal dottor Giovanni Labus, Milano:per Giovanni Silvestri, 1824
- Viaggio da Milano ai tre laghi: Maggiore, di Lugano e di Como e ne' monti che li circondano - Reprint, Milano:Studio editoriale Insubria, 1824
- Del governo de' bachi da seta detti volgarmente bigatti: istruzione tratta dal libro intitolato Dell'arte di governare i bachi da seta, opera del fu conte Dandolo, Forli : tip. Casali, 1837
- Viaggi da Berlino a Nizza e da Milano a Nizza, Milano:Agenzia libraria Savallo, 1865